# Beth Heiden
Elizabeth Lee Heiden Reid, detta Beth (Madison, 27 settembre 1959), è un'ex pattinatrice di velocità su ghiaccio, ex ciclista su strada ed ex fondista statunitense.
È sorella di Eric Heiden, anch'egli pattinatore di velocità su ghiaccio e ciclista su strada.

## Palmarès

### Pattinaggio di velocità
Olimpiadi
- 1 medaglia:
  - 1 bronzo (Lake Placid 1980 nei 3000 metri)

Mondiali - Completi
- 2 medaglie:
  - 1 oro (L'Aia 1979)
  - 1 argento (Hamar 1980)

Mondiali - Sprint
- 3 medaglie:
  - 2 argenti (Lake Placid 1978; Inzell 1979)
  - 1 bronzo (West Allis 1980)

Mondiali - Juniores
- 4 medaglie:
  - 2 ori (Montréal 1978; Grenoble 1979)
  - 2 argenti (Madonna di Campiglio 1976; Inzell 1977)

### Ciclismo su strada
Mondiali
- 1 medaglia:
  - 1 oro (Sallanches 1980).